# اسماعیلیه و ایران
اسماعیلیه و ایران (به انگلیسی: Ismailis in medieval Muslim societies) توسط فرهاد دفتری نوشته شد و توسط انتشارات آی بی توریس منتشر گشت.